# Sahara (romanzo)
Sahara è un romanzo scritto da Clive Cussler, facente parte del ciclo narrativo delle avventure di Dirk Pitt. Da esso è stato tratto un film omonimo nel 2005.
Nelle prime pagine compare una dedica speciale al dottor Hal Stuber (chimico dell'ambiente).

## Trama
1865: La corazzata Texas, punta di diamante della marina confederata, sembra svanire nel nulla, inghiottita dalle nebbie durante una missione disperata.
1931: L'intrepida aviatrice Kitty Mannock scompare misteriosamente durante il tentativo di trasvolare il Sahara.
1996. Una devastante invasione di alghe rosse sta per chiudere in una morsa letale il mondo intero.
Dirk Pitt e Al Giordino (protagonisti della maggior parte dei libri di Clive Cussler) sono questa volta impegnati in una missione da cui potrebbe dipendere il destino del mondo. Una devastante invasione di alghe, la cui crescita viene enormemente aumentata da un composto chimico, rischia di risucchiare tutto l'ossigeno del pianeta. Pitt scoprirà l'origine del composto chimico risalendo il Niger, poi verrà catturato dallo spietato industriale Yves Massarde, responsabile del disastro.
Lui e Giordino riescono a fuggire e, seguendo le tracce dell'inquinamento, raggiungono una centrale di smaltimento di rifiuti tossici e radioattivi di proprietà di Massarde. Scoprono che in realtà è solo una copertura, e la maggior parte dei rifiuti pericolosissimi vengono nascosti sotto terra, da cui filtrano fino al corso del fiume Niger, che sfocia nell'oceano. Ancora una volta vengono catturati e poi vengono spediti alle miniere di Tebezza, dei veri e propri lager in cui sono tenuti in condizioni precarie prigionieri di guerra e persone che conoscono la verità sugli orrendi crimini compiuti da Massarde e dal tiranno che controlla il paese del Mali servendosi di un "presidente bamboccio": Zateb Kazim.
Grazie all'aiuto dei prigionieri riescono a fuggire ancora una volta: di nuovo in contatto con il mondo civile, ottengono che una squadra dell'ONU liberi i prigionieri. Ma non è finita qui: infatti i due tiranni non sono ben disposti a perdere tutte le fortune accumulate e attaccano le forze dell'ONU con una sproporzione di venti a uno. Proprio nel momento più critico arrivano i rinforzi da una squadra speciale statunitense e tutto si risolve per il meglio.

## Edizioni
- Clive Cussler, Sahara, traduzione di Roberta Rambelli, La Gaja Scienza, Longanesi, 25 gennaio 1993,  p. 564, ISBN 9788830411241.
- Clive Cussler, Sahara, traduzione di Roberta Rambelli, Teadue, TEA, 1995,  p. 557, ISBN 9788878197299.
- Clive Cussler, Sahara, traduzione di Roberta Rambelli, Best TEA, TEA, 2009,  p. 480, ISBN 9788850219711.
- Clive Cussler, Sahara, traduzione di Roberta Rambelli, Tea più, TEA, 22 novembre 2018,  p. 560, ISBN 9788850251919.